# Касола
Касола је насеље у Италији у округу Виченца, региону Венето.
Према процени из 2011. у насељу је живело 3825 становника. Насеље се налази на надморској висини од 91 м.

## Становништво
| 1951. | 1961. | 1971. | 1981.  | 1991.  | 2001.  | 2011.  |
| ----- | ----- | ----- | ------ | ------ | ------ | ------ |
| 3.826 | 5.207 | 8.473 | 10.247 | 11.050 | 12.439 | 14.128 |